# Milan Kruhek
Milan Kruhek (Zamlača, 28. prosinca 1940. − Karlovac, 2. srpnja 2022.), bio je hrvatski arheolog i povjesničar, istraživač hrvatskoga srednjovjekovlja i ranoga novovjekovlja.
Arheologiju i klasičnu filologiju studirao je na Filozofskom fakultetu u Zagrebu, gdje je i doktorirao 1989. godine, s tezom Obrambena arhitektura Hrvatske i Slavonske Vojne krajine u 16. stoljeću.
Od 1969. godine radio je u Muzeju hrvatskih arheoloških spomenika u Splitu, od 1971. godine u Hrvatskomu povijesnomu muzeju, a od 1991. do 2010. godine u Hrvatskom institutu za povijest, čijim je bio i ravnateljem (2003. − 2007.).
Umro je u Karlovcu 2022. godine, a pokopan je na Gradskom groblju u Karlovcu.

## Djela
- Ivanić-Grad: prošlost i baština, Ivanić-Grad, 1978.
- Stari glinski gradovi i utvrde, Zagreb, 1987.
- Stari grad Slunj: od knezova Krčkih-Frankopana do krajiške obrambene utvrde, Zagreb, 1993. (suautor Zorislav Horvat)
- Graditeljska baština karlovačkog Pokuplja, Karlovac, 1993.
- Karlovac: utvrde, granice i ljudi, Karlovac, 1995.
- Krajiške utvrde hrvatskog kraljevstva, Zagreb, 1995.
- Cetin: grad izbornog sabora Kraljevine Hrvatske 1527., Karlovac, 1997.
- Novigrad na Dobri: povijesno-turistički vodič, Novigrad, 2003.
- Gvozdansko: kaštel zrinskoga srebra, Split, 2007.
- Srednjovjekovni Modruš: grad knezova Krčkih-Frankopana i biskupa Krbavsko-modruške biskupije, Ogulin, 2008.
- Knezovi Modruški Bernardin i Krsto Frankopan: mačem i govorom za Hrvatsku, Modruš, 2016.

## Vanjske poveznice
- Bibliografija u CROSBI-u
- Bibliografija u Google znalcu
- Hrvoje Kekez, Milan Kruhek (Zamlača, 28. prosinca 1940. – Karlovac, 2. srpnja 2022.) // Historical contributions = Historische Beiträge, sv. 41, br. 63, 2022. (Hrčak)